# Ротурас
Ротурас (ісп. Roturas) — муніципалітет в Іспанії, у складі автономної спільноти Кастилія-і-Леон, у провінції Вальядолід. Населення — 29 осіб (2021).
Муніципалітет розташований на відстані близько 140 км на північ від Мадрида, 50 км на схід від Вальядоліда.

## Демографія
Динаміка населення (INE ):